# 石井綾
石井 綾（いしい りょう、1993年6月24日 - ）は、愛知県岡崎市出身のプロサッカー選手。東海社会人サッカーリーグ・WYVERN所属。ポジションはゴールキーパー（GK）。

## 来歴

### プロ入り前
小学校1年生からサッカーを始め、小学校5年生で名古屋グランパスエイト下部組織に入団した。中学校1年生でフィールドプレイヤーからゴールキーパーに転向。U15では2008年の日本クラブユースサッカー選手権 (U-15)、U18では2011年のJユースカップで優勝を果たした。
高校卒業後は中京大学へ進学。4年次の2015年は主将を務めた。同年5月にはFC岐阜の特別指定選手に承認され、Jリーグの公式戦でベンチ入りを経験した。

### プロ入り後
2016年より、水戸ホーリーホックへ加入した。開幕戦からベンチに入るも、序盤数試合以外はベンチ外の第3GKとなる事が殆どで笠原昂史・本間幸司の前に出場機会は得られず、2017年にJ3に初昇格したアスルクラロ沼津へ期限付き移籍。開幕からレギュラーとしてプレーしていたが、後半戦は大西勝俉にポジションを奪われた。
2018年、福島ユナイテッドFCへ期限付き移籍。堀田大暉に次ぐ第2GKであったが、終盤は4試合連続でスタメン出場した。
2019年、FC琉球へ期限付き移籍。コスタリカ代表経験のあるダニー・カルバハルの控えとなったが終盤は5試合連続でスタメン出場した。
2020年、ツエーゲン金沢へ完全移籍。新型コロナウィルスによるリーグ戦中断期間中の練習試合にて眼窩底骨折により戦線離脱。一時的に選手登録を抹消された。1ヶ月程度で復帰はしたが、最後まで白井裕人からポジションは奪えなかった。
2022年、鈴鹿ポイントゲッターズへ期限付き移籍。この年に金沢、鈴鹿ともに契約満了となった。
2023年、WYVERNへ完全移籍。
2025年10月25日、現役引退を発表

## 所属クラブ
- 岡崎西少年サッカースポーツ少年団
- 名古屋グランパスエイトU12
- 名古屋グランパスエイトU15
- 名古屋グランパスエイトU18（中京大学附属中京高等学校）
- 中京大学
  - 2015年5月 - 同年12月  FC岐阜（特別指定選手）
- 2016年 - 2019年  水戸ホーリーホック
  - 2017年  アスルクラロ沼津（期限付き移籍）
  - 2018年  福島ユナイテッドFC（期限付き移籍）
  - 2019年   FC琉球（期限付き移籍）
- 2020年 - 2022年  ツエーゲン金沢
  - 2022年  鈴鹿ポイントゲッターズ（期限付き移籍）
- 2023年 -  WYVERN

## 個人成績
| 国内大会個人成績 | 国内大会個人成績 | 国内大会個人成績 | 国内大会個人成績 | 国内大会個人成績                             | 国内大会個人成績 | 国内大会個人成績         | 国内大会個人成績         | 国内大会個人成績 | 国内大会個人成績 | 国内大会個人成績 | 国内大会個人成績 |
| 年度             | クラブ           | 背番号           | リーグ           | リーグ戦                                     | リーグ戦         | リーグ杯                 | リーグ杯                 | オープン杯       | オープン杯       | 期間通算         | 期間通算         |
| 年度             | クラブ           | 背番号           | リーグ           | 出場                                         | 得点             | 出場                     | 得点                     | 出場             | 得点             | 出場             | 得点             |
| 日本             | 日本             | 日本             | 日本             | リーグ戦                                     | リーグ戦         | リーグ杯                 | リーグ杯                 | 天皇杯           | 天皇杯           | 期間通算         | 期間通算         |
| ---------------- | ---------------- | ---------------- | ---------------- | -------------------------------------------- | ---------------- | ------------------------ | ------------------------ | ---------------- | ---------------- | ---------------- | ---------------- |
| 2016             | 水戸             | 28               | J2               | 0                                            | 0                | -                        | -                        | 0                | 0                | 0                | 0                |
| 2017             | 沼津             | 20               | J3               | 13                                           | 0                | -                        | -                        | 2                | 0                | 15               | 0                |
| 2018             | 福島             | 28               | J3               | 6                                            | 0                | -                        | -                        | -                | -                | 6                | 0                |
| 2019             | 琉球             | 23               | J2               | 12                                           | 0                | -                        | -                        | 1                | 0                | 13               | 0                |
| 2020             | 金沢             | 21               | J2               | 6                                            | 0                | -                        | -                        | -                | -                | 6                | 0                |
| 2021             | 金沢             | 21               | J2               | 0                                            | 0                | -                        | -                        | 0                | 0                | 0                | 0                |
| 2022             | 鈴鹿             | 1                | JFL              | 1                                            | 0                | -                        | -                        | 0                | 0                | 1                | 0                |
| 2023             | WYVERN           | 16               | 東海1部          |                                              |                  | -                        | -                        | -                | -                |                  |                  |
| 通算             | 日本             | 日本             | J2               | 18                                           | 0                | -\|\|\|1\|\|0\|\|19\|\|0 | -\|\|\|1\|\|0\|\|19\|\|0 |                  |                  |                  |                  |
| 通算             | 日本             | 日本             | J3               | 19                                           | 0                | -                        | -                        | 2                | 0                | 21               | 0                |
| 通算             | 日本             | 日本             | JFL              | 1                                            | 0                | -                        | -                        | 0                | 0                | 1                | 0                |
| 通算             | 日本             | 日本             | 東海1部          | \|\|\|\|colspan=2\|-\|\|colspan=2\|-\|\|\|\| |                  |                          |                          |                  |                  |                  |                  |
| 総通算           | 総通算           | 総通算           | 総通算           | 38                                           | 0                | -                        | -                        | 3                | 0                | 41               | 0                |

- 2015年は特別指定選手
- Jリーグ初出場 : 2017年3月18日 J3第2節 対福島ユナイテッドFC (愛鷹広域公園多目的競技場)

## 選抜歴
- 2012年 - 2014年 東海・北信越大学選抜
- 2013年 - 2014年 全日本大学選抜